# Sheffield (Ohio)
Sheffield es una villa ubicada en el condado de Lorain en el estado estadounidense de Ohio. En el Censo de 2010 tenía una población de 3982 habitantes y una densidad poblacional de 141,82 personas por km².

## Geografía
Sheffield se encuentra ubicada en las coordenadas 41°27′25″N 82°5′38″O / 41.45694, -82.09389. Según la Oficina del Censo de los Estados Unidos, Sheffield tiene una superficie total de 28.08 km², de la cual 27.82 km² corresponden a tierra firme y (0.9%) 0.25 km² es agua.

## Demografía
Según el censo de 2010, había 3982 personas residiendo en Sheffield. La densidad de población era de 141,82 hab./km². De los 3982 habitantes, Sheffield estaba compuesto por el 89.33% blancos, el 4.04% eran afroamericanos, el 0.28% eran amerindios, el 2.71% eran asiáticos, el 0% eran isleños del Pacífico, el 1.43% eran de otras razas y el 2.21% pertenecían a dos o más razas. Del total de la población el 6.08% eran hispanos o latinos de cualquier raza.